# Ветерок (посёлок)
Ветерок — посёлок в Ирбитском МО Свердловской области, Россия.

## География
Посёлок Ветерок «Ирбитского муниципального образования» расположен в 15 километрах (по автотрассе в 18 километрах) к северу от города Ирбит, по обоим берегам реки Винокурка (левого притока реки Ница). В окрестностях посёлка, в 1,5 километрах к востоку расположена автотрасса Ирбит — Туринск.

## История
В 1966 г. Указом Президиума ВС РСФСР поселок Волковской школы-интерната переименован в Ветерок.

## Население
| 2002 | 2010 | 2021 |
| ---- | ---- | ---- |
| 55   | ↘34  | ↘13  |